# 上野パーキングエリア (三重県)
上野パーキングエリア(うえのパーキングエリア)は、名阪国道にあるパーキングエリア(PA)である。
なお、この施設名称について伊賀上野パーキングエリアと表記される例も見られるが、それは正式名称ではない。
名阪国道の開通当初の1964年には休憩所が設けられておらず、当施設は『伊賀駐車場』(【現】伊賀サービスエリア)とともに1967年に『上野駐車場』として新設された。
- 上り線(亀山方面)側においては、バス停留所(BS)のみが設置され、一般の通行車輛はそこに停車できない。
- 下り線(天理方面)側では、バス停留所の他に、駐車場とトイレが設置され、そこに隣接して『七本木サービスエリア』が残置されている。

## 所属路線
E25名阪国道
下り線(天理方面) | (亀山) ‐ 道の駅いが ‐ 上野PA ‐ 道の駅針T.R.S ‐ (天理)

## 施設

### 上り線(亀山方面)
- バス停留所 | 設定路線なし[A 1]

### 下り線(天理方面)
- 駐車場 | 大型 16台, 小型 16台, 障害者等用駐車区画 有り.
- トイレ | 男性用 大 2基 小 6基, 女性用 大 *基, 障害者等用 1基.
- バス停留所 | 設定路線なし[A 1]

### 七本木サービスエリア
上野パーキングエリアに隣接して、『七本木サービスエリア』が上野市(【現】伊賀市)によって設置された。
この施設は、国土交通省の所管ではなく、したがってパーキングエリアの施設ではない。
しかし、上野パーキングエリアとの間を往来可能な歩行者通路が設けられており、両施設は実質的には一体の施設となっている。
施設
- 『味のお福』[R 2][R 3] - どて焼きを供している食堂
- 自動販売機コーナー
- 『service area 伊賀上野』[A 2] - レストラン
- 『焼き肉の朝庵』[A 2] - 焼肉店

七本木サービスエリア
- 位置関係
- 隣接する『七本木サービスエリア』

## 註釈·出典
1. 1 2  2006年09月30日まで奈良交通と三重交通の上野山添線が、以後の2024年03月31日まで三重交通の上野山添線が、運行されていた。
2. 1 2  廃業済みで、建物そのものは残存しているが使用されていない。

1. ↑  建設省 中部地方建設局 名阪国道工事々務所 編『名阪国道工事誌』1967年12月15日。NDLJP:2516151/1。
2. ↑  「牛すじ肉をじっくり煮込んだ「どて焼き」をドライブインで試食レビュー」『GIGAZINE』OSA、2014年3月10日。
3. ↑  “あなたの町のおなかがへる音”. PS純金.  中京テレビ. 2019年4月5日閲覧。